# Дураццо, Чезаре
Чезаре Дураццо (итал. Cesare Durazzo; Генуя, 1593 — Генуя, 1680) — дож Генуэзской республики.

## Биография
Сын дожа Пьетро Дураццо Старшего и Аурелии Салуццо, дочери герцога Гарильяно, родился в Генуе в 1593 году. Был крещен 26 июня. Получил образование в гуманистических и философских областях в средней школе в Милане.
Вернулся в столицу Республики Генуя осенью 1614 года, где 24 ноября его имя было вписано в Золотую книгу городской знати. По приказу правительства в 1622 году, вместе с будущим дожем Алессандро Спинола, распределял милостыню бедным в городах Ривьера-ди-Леванте. Позже служил в качестве капитана Генуи и Ривьеры с началом военных действий в 1624 году между генуэзским государством и герцогством Савойским. Сопровождал кардинала Франческо Барберини, следовавшего на генуэзской галере во Францию, где, в соответствии с мандатом папы Урбана VIII, он искал способы привлечь испанскую корону как посредника в разрешении конфликта.
С прекращением военных действий в конце 1627 года на короткое время Чезаре взял на себя роль капитана Кьявари. В 1628 году вернулся в Геную, где присоединился к фракции сторонников большей политической, военной и экономической независимости от Испании. Одновременно служил в магистратах трирем и городских укреплений. В период с июня по июль 1630 года, наряду с пятью другими аристократами (Джанеттино и Клаудио Спинола, Николо Дориа, Лука Джустиниани и Джованни Винченцо Империале), был членом Почетного комитета по приему в городе инфанты Испании Марии Анны Габсбургской.
В 1632 году стал членом магистрата иностранной валюты. Был делегирован правительством для поездки в Ниццу, где он должен был встретить кардинала Фердинанда Габсбурга и сопроводить его во дворец принца Дориа в Генуе, для участия в ратификации мирного договора между Генуей и герцогством Савойским. Заведя личное знакомство с кардиналом, Дураццо приобрел важные связи среди испанской знати. 21 марта 1634 года, в сане чрезвычайного посла, он отбыл из Генуи в Мадрид, где получил аудиенцию испанского короля и занялся решением налоговых споров с неаполитанцами при посредничестве испанцев.
В том же году он вернулся в Геную и вошел в состав магистратов войны и масла. В 1635 году он был в первый раз избран сенатором Республики, а позже — губернатором. В 1638 году служил губернатором Савоны. С 1639 года вновь служил членом магистратов войны и по делам Корсики, а также государственным инквизитором и покровителем Банка Сан-Джорджо (1644).
В 1645 году Дураццо был отправлен чрезвычайным послом в Милан для решения спора между Генуей и маркизатом Финале. Хотя проблему не удалось решить окончательно, Дураццо с успехом провел переговоры. Он вернулся в Геную в сентябре того же года и был избран на должность губернатора Корсики. Его работа в этой генуэзской колонии в 1646—1647 годах вызвала ненависть местного населения, так как он принципиально не желал учитывать интересы корсиканской знати. В итоге Дураццо покинул остров после неудавшегося покушения. В Генуе он был привлечен к суду и на время отстранен от государственной службы. В итоге суд признал «нормальными» инициативы Дураццо на острове. В 1651 году он ненадолго стал капитаном Рекко, с 1652 по 1656 год был заместителем главы магистрата арсенала, а в 1656 году — заместителем главы магистрата трирем.
Во время чумы, которая поразила Геную и республику между 1656 и 1657 годами, Чезаре Дураццо был вновь избран сенатором, а затем губернатором. Его фигура была среди дворян, которые наиболее активно работали, чтобы смягчить последствия эпидемии. В 1658 году эпидемия прекратилась, и Дураццо, вместе с будущим дожем Чезаре Джентиле, занялся восстановлением общественного порядка в Ривьере, а в 1659 году — и в Генуе. В то же время он был назначен членом магистрата войны.

### Правление и последние годы
В возрасте 72 лет, 18 апреля 1665 года Чезаре был избран дожем Генуи, 118-м в истории республики, став одновременно королем Корсики. Его мандат характеризовался возобновлением торговли с Востоком, особенно с Османской империей, благодаря дипломатическим усилиям со стороны его внуков Джованни Агостино и Джованни Луки.
По истечении срока мандата 18 апреля 1667 года Дураццо был назначен пожизненным прокурором. Несмотря на преклонный возраст, он продолжал работать на государственных должностях: председательствовал на Совете границ, покровительствовал вместе с бывшим дожем Стефано де Мари Банку Сан-Джорджо. В 1678 году он снова был привлечен к суду, но вновь избежал наказания.
Он умер в Генуе 8 декабря 1680 года. Его тело было погребено в церкви Утешения.

### Личная жизнь
От брака с Джованной Черветто (25 ноября 1621) имел семь детей: четверо из них (Джакомо, Аурелия, Николетта и Мария Каталина) умерли раньше отца. Пережили его Пьетро (дож в 1685—1687), Марчелло (нунций в Португалии и в Испании, епископ Фаэнцы и кардинал) и Джованни Баттиста (не имел близких отношений с отцом и был лишён наследства). Пьетро получил от отца в наследство огромные активы и имущество.